# Élections départementales de 2015 dans le Loiret
Les élections départementales ont lieu les 22 et 29 mars 2015.

## Contexte départemental

### Assemblée départementale sortante

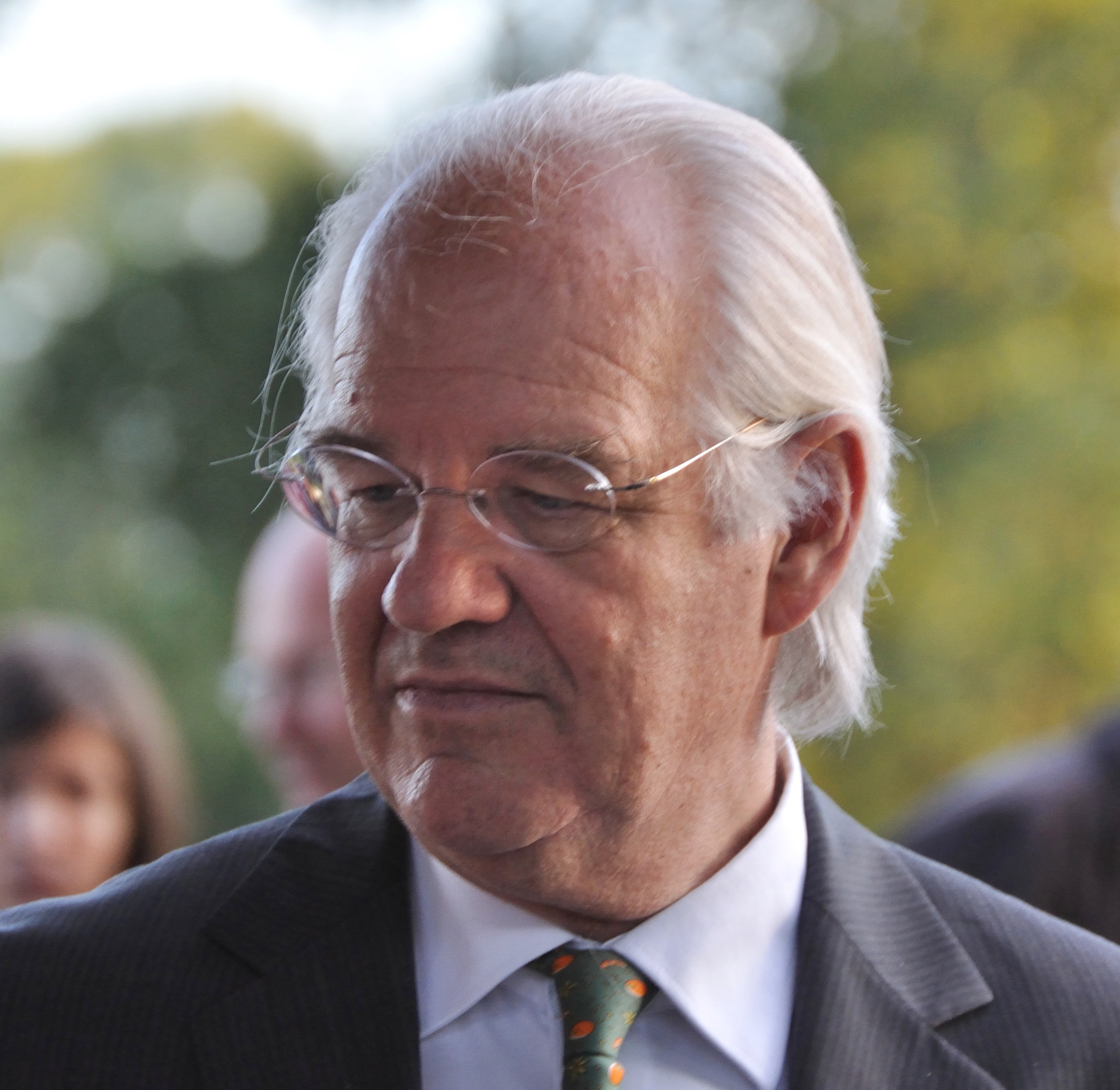
Éric Doligé, président sortant du Conseil général

Avant les élections, le conseil général du Loiret est présidé par Éric Doligé (UMP). Il comprend 41 conseillers généraux issus des 41 cantons du Loiret. Après le redécoupage cantonal de 2014, ce sont 42 conseillers départementaux qui seront élus au sein des 21 nouveaux cantons du Loiret.
| Parti                                | Sigle | Sigle | Élus |
| ------------------------------------ | ----- | ----- | ---- |
| Majorité (27 sièges)                 |       |       |      |
| Union pour un mouvement populaire    |       | UMP   | 18   |
| Divers droite                        |       | DVD   | 7    |
| Union des démocrates et indépendants |       | UDI   | 2    |
| Opposition (14 sièges)               |       |       |      |
| Parti socialiste                     |       | PS    | 9    |
| Parti communiste français            |       | PCF   | 3    |
| Europe Écologie Les Verts            |       | EÉLV  | 2    |
| Président du conseil général         |       |       |      |
| Éric Doligé (UMP)                    |       |       |      |

### Assemblée départementale élue
| Parti                                | Sigle | Sigle | Élus |
| ------------------------------------ | ----- | ----- | ---- |
| Majorité (36 sièges)                 |       |       |      |
| Union pour un mouvement populaire    |       | UMP   | 19   |
| Divers droite                        |       | DVD   | 13   |
| Union des démocrates et indépendants |       | UDI   | 4    |
| Opposition (6 sièges)                |       |       |      |
| Parti socialiste                     |       | PS    | 3    |
| Divers gauche                        |       | DVG   | 2    |
| Europe Écologie Les Verts            |       | EÉLV  | 1    |
| Président du conseil départemental   |       |       |      |
| Hugues Saury (UMP)                   |       |       |      |

## Résultats à l'échelle du département

Résultats du 1er tour dans le Loiret.

Résultats en sièges à l'issue du 2e tour dans le Loiret.

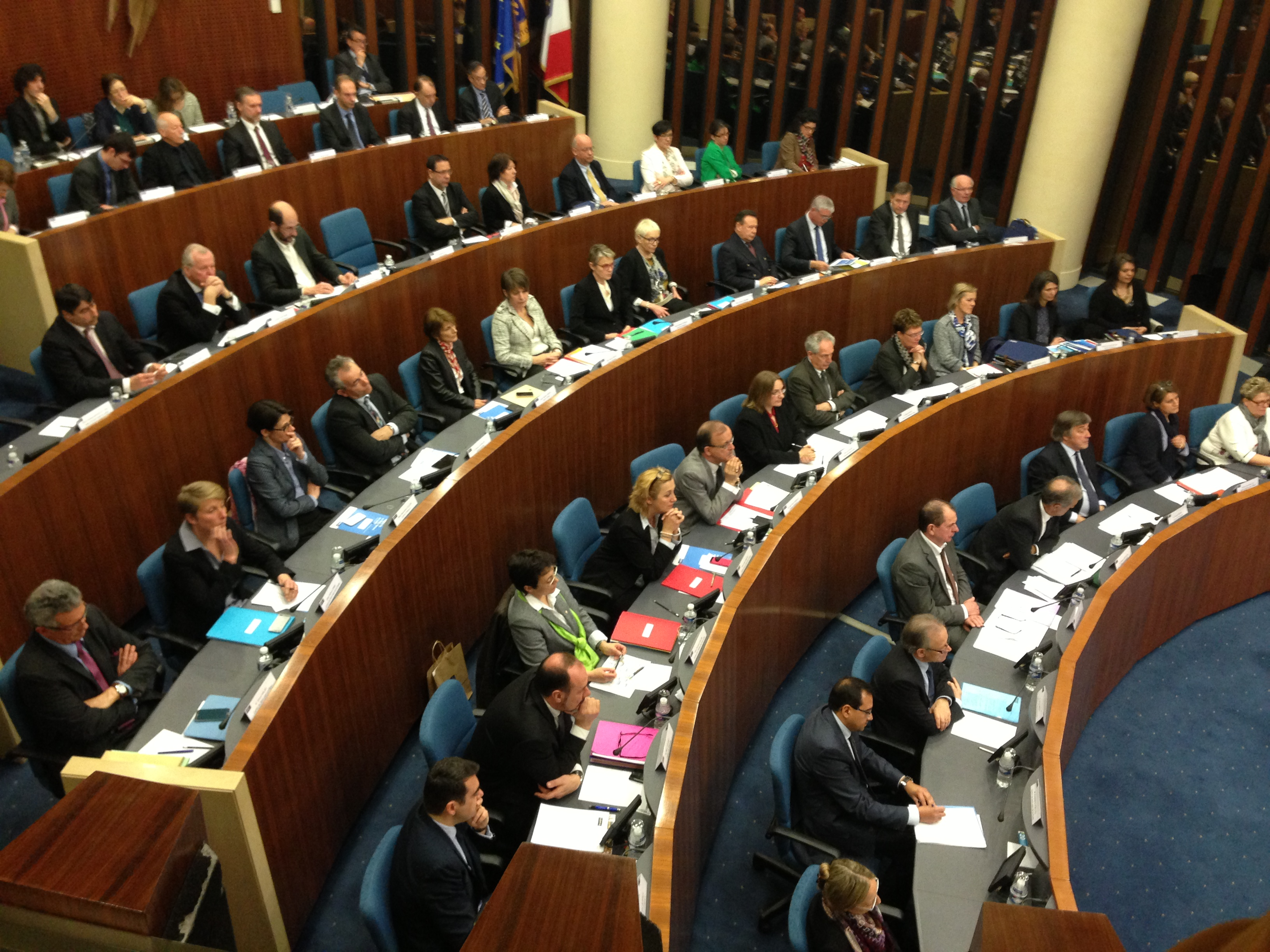
Le conseil départemental nouvellement élu, réuni en session le 3 avril 2015.

### Résultats par nuances du ministère de l'Intérieur
Les nuances utilisées par le ministère de l'Intérieur ne tiennent pas compte des alliances locales.
| Binômes     | Binômes            | Premier tour | Premier tour | Second tour | Second tour | Sièges |
| Binômes     | Binômes            | Voix         | %            | Voix        | %           | Sièges |
| ----------- | ------------------ | ------------ | ------------ | ----------- | ----------- | ------ |
|             | Union de la droite | 74 261       | 34,90        | 98 472      | 50,48       | 36     |
|             | DVD                | 9 209        | 4,33         |             |             |        |
|             | DLF                | 657          | 0,31         |             |             |        |
| Droite      | Droite             | 84 127       | 39,54        | 98 472      | 50,48       | 36     |
|             |                    |              |              |             |             |        |
|             | Union de la gauche | 34 203       | 16,07        | 32 253      | 16,53       | 6      |
|             | FG                 | 19 015       | 8,94         |             |             |        |
|             | PS                 | 9 634        | 4,53         | 3 525       | 1,81        | 0      |
|             | DVG                | 3 185        | 1,50         |             |             |        |
|             | PCF                | 1 050        | 0,49         |             |             |        |
| Gauche      | Gauche             | 67 087       | 31,53        | 35 778      | 18,34       | 6      |
|             |                    |              |              |             |             |        |
|             | FN                 | 60 998       | 28,66        | 60 827      | 31,18       | 0      |
|             |                    |              |              |             |             |        |
|             | Divers             | 595          | 0,28         |             |             |        |
|             |                    |              |              |             |             |        |
| Inscrits    | Inscrits           | 445 425      | 100,00       | 424 669     | 100,00      |        |
| Abstentions | Abstentions        | 222 791      | 50,02        | 212 083     | 49,94       |        |
| Votants     | Votants            | 222 634      | 49,98        | 212 586     | 50,06       |        |
| Blancs      | Blancs             | 7 095        | 3,19         | 12 579      | 5,92        |        |
| Nuls        | Nuls               | 2 732        | 1,23         | 4 930       | 2,32        |        |
| Exprimés    | Exprimés           | 212 807      | 95,59        | 195 077     | 91,76       |        |

### Analyses

#### Premier tour
À l'issue du premier tour du 22 mars 2015, seul le binôme Hugues Saury - Isabelle Lanson (UMP-Majorité départementale) représentant le canton d'Olivet est élu avec 52,43 %. Vingt des vingt-et-un cantons loirétains restent à élire au second tour au travers de dix-sept duels et trois triangulaires : Beaugency, Châteauneuf-sur-Loire et Fleury-le-Aubrais. Onze duels opposent Front national et UMP-Majorité départementale (Gien, Lorris, Meung-sur-Loire, Malesherbes, Courtenay, Montargis, Saint-Jean-le-Blanc, Sully, Pithivier, Châlette et Orléans-3/ Ormes-Saran). Deux duels opposent le FN à l'Union de le Gauche (Saint-Jean-de-la-Ruelle et Saint-Jean-de-Braye). Quatre duels entre UMP-Majorité départementale et Union de la gauche (Orléans-1/ Carmes ; Orléans-2/Saint Marceau ; Orléans-4/Bourgogne et La Ferté-Saint-Aubin).

#### Second tour
À la suite du deuxième tour du 29 mars 2015, l'UMP-Majorité départementale obtient 98 472 voix sur 195 076, soit 50,48 % des suffrages exprimés et 36 des 42 sièges, dont les huit d'Orléans. Avec 35 778 voix, la gauche n'obtient que 17,34 % des suffrages exprimés. Entre 2011 et 2015, le nombre d'élus à droite passe ainsi de 27 à 36 élus.
La gauche est quant à elle descendue de 14 siège (3 communistes, 9 socialistes, 2 Verts) à 6 : cinq du PS (dont deux sortants, Michel Breffy, à Fleury-les-Aubrais, et Christophe Chaillou, à Saint-Jean-de-la-Ruelle) et un écologiste, Thierry Soler, sur Saint-Jean-de-Braye. Elle perd des cantons mythiques, comme Beaugency et Orléans-4 (Argonne). Les cantons communistes, perdus au premier tour (Châlette-sur_Loing, Orléans-3 avec Saran, La Ferté-Saint-Aubin avec La Source), passent tous à droite. Aucun siège n'échoit au Front national, constituant ainsi un relatif échec pour ce parti.
L'hémicycle est fortement renouvelé. Seuls douze conseillers généraux sortants sont réélus : neuf à droite (dont Gérard Malbo réélu à 72,08 % à Saint-Jean-le-Blanc, le record), deux socialistes (Michel Breffy, Christophe Chaillou) et un écologiste (Thierry Soler). En raison de la parité obligatoire des binômes, les femmes passent de 6 en 2011 à 21 en 2015, dont 18 à droite.

### Élection du président
L'élection du président du conseil départemental a lieu lors de la séance de plein droit qui se tient le jeudi 2 avril 2015, second jeudi qui suit le premier tour de scrutin. Hugues Saury est élu par 35 voix sur 42 et devient ainsi le 23e président depuis 1871.

### Liste des conseillers départementaux élus
| Canton                  | Élu                    | Parti | Parti | Âge lors de l'élection | Profession                                                                      | Autre mandat                                                                          | Conseiller général sortant                             |
| ----------------------- | ---------------------- | ----- | ----- | ---------------------- | ------------------------------------------------------------------------------- | ------------------------------------------------------------------------------------- | ------------------------------------------------------ |
| Beaugency               | Claude Boissay         |       | DVD   | 64                     | Dessinateur d'architecture à la retraite                                        | Élu de Cléry-Saint-André depuis 1989                                                  |                                                        |
| Beaugency               | Shiva Chauvière        |       | DVD   | 48                     | Prothésiste dentaire                                                            | Maire de Messas                                                                       |                                                        |
| Châlette-sur-Loing      | Gérard Dupaty          |       | DVD   | 69                     | Médecin généraliste à la retraite                                               | Maire d'Amilly depuis 1989                                                            |                                                        |
| Châlette-sur-Loing      | Cécile Manceau         |       | UMP   |                        | Principale adjointe d'un collège                                                |                                                                                       |                                                        |
| Châteauneuf-sur-Loire   | Philippe Vacher        |       | UMP   | 52                     | Agriculteur                                                                     | Maire de Seichebrières                                                                |                                                        |
| Châteauneuf-sur-Loire   | Florence Galzin        |       | DVD   | 46                     | Ex-fonctionnaire territoriale                                                   | Maire de Châteauneuf-sur-Loire                                                        |                                                        |
| Courtenay               | Corinne Melzassard     |       | UMP   | 43                     | Formatrice en vente                                                             |                                                                                       |                                                        |
| Courtenay               | Frédéric Néraud        |       | UMP   | 54                     | Directeur de la Fondation du patrimoine de 2002 à 2014, actuellement consultant |                                                                                       |                                                        |
| La Ferté-Saint-Aubin    | Christian Braux        |       | UMP   | 60                     | Directeur géographique au BRGM                                                  | Maire de Saint-Cyr-en-Val                                                             |                                                        |
| La Ferté-Saint-Aubin    | Anne Gaborit           |       | UMP   | 47                     |                                                                                 | Maire de Ligny-le-Ribault                                                             |                                                        |
| Fleury-les-Aubrais      | Michel Breffy          |       | PS    | 72                     | Cadre de la SNCF à la retraite                                                  | Conseiller municipal d'opposition à Fleury-les-Aubrais                                | Conseiller général sortant.                            |
| Fleury-les-Aubrais      | Marie-Agnès Courroy    |       | PS    | 63                     | Principale de collège à la retraite                                             | Élue d'opposition à Chanteau                                                          |                                                        |
| Gien                    | Nadine Quaix           |       | DVD   | 59                     | Assistante de direction                                                         | Adjointe au maire de Gien                                                             |                                                        |
| Gien                    | Michel Lechauve        |       | UMP   | 62                     | Agriculteur                                                                     | Maire de Bonny-sur-Loire.                                                             |                                                        |
| Lorris                  | Alain Grandpierre      |       | UMP   | 68                     | Retraité du monde agricole                                                      | Maire de La Chapelle-sur-Aveyron.                                                     | Conseiller général depuis 2008.                        |
| Lorris                  | Marie-Laure Beaudouin  |       | DVD   | 63                     | Retraitée de la fonction publique                                               | Maire de Coudroy                                                                      |                                                        |
| Malesherbes             | Michel Guérin          |       | UMP   | 65                     | Commercial retraité                                                             | Premier adjoint à Malesherbes.                                                        | Conseiller général depuis 2011                         |
| Malesherbes             | Agnès Chontereau       |       | DVD   | 66                     | Retraitée - a été directrice de la Maison du département à Pithiviers .         | Maire de Boiscommun.                                                                  |                                                        |
| Meung-sur-Loire         | Pascal Gudin           |       | DVD   | 56                     | Agent Insee                                                                     | Maire d'Artenay.                                                                      | Conseiller général depuis 2011.                        |
| Meung-sur-Loire         | Pauline Martin         |       | UMP   | 48                     | Chargée d'études marketing                                                      | Maire de Meung-sur-Loire, présidente du val des Mauves.                               |                                                        |
| Montargis               | Viviane Jehannet       |       | UMP   | 63                     | Retraitée de France Telecom (cadre)                                             | Adjointe à Montargis.                                                                 | Conseillère générale depuis 2004.                      |
| Montargis               | Christian Bourillon    |       | UMP   | 60                     | Diagnostiqueur en accessibilité                                                 | Maire de Chevillon-sur-Huillard                                                       | 3e mandat de Conseiller général.                       |
| Olivet                  | Hugues Saury           |       | UMP   | 56                     | Pharmacien                                                                      | Maire d'Olivet depuis 2001 (fonction qu'il quitte après son élection à la présidence) | Conseiller général depuis 2008                         |
| Olivet                  | Isabelle Lanson        |       | DVD   | 49                     | Responsable administratif                                                       | Adjointe à Saint-Hilaire-Saint-Mesmin                                                 |                                                        |
| Orléans-1               | Nadia Labadie          |       | UMP   | 52                     | Formatrice en technique commerciale dans un centre d'apprentis                  | Conseillère municipale à Orléans.                                                     |                                                        |
| Orléans-1               | Jean-Pierre Gabelle    |       | UDI   | 63                     | Retraité du secteur bancaire                                                    | Conseiller municipal à Orléans                                                        | Conseiller général sortant                             |
| Orléans-2               | Nathalie Kerrien       |       | UDI   | 50                     | Ex-journaliste à France 3 professeur de français                                | Adjointe à la culture à Orléans.                                                      |                                                        |
| Orléans-2               | Jean-Paul Imbault      |       | DVD   | 66                     | Horticulteur retraité                                                           |                                                                                       |                                                        |
| Orléans-3               | Alain Touchard         |       | DVD   | 64                     | Retraité du secteur privé                                                       | Maire d'Ormes et vice-président de l'AgglO                                            |                                                        |
| Orléans-3               | Muriel Cheradame       |       | DVD   | 50                     | Sage-femme                                                                      | Adjointe au maire d'Orléans à l'aménagement urbain et au logement.                    |                                                        |
| Orléans-4               | Olivier Geffroy        |       | UMP   | 43                     | Secrétaire général d'un réseau notarial                                         | Adjoint à la sécurité à Orléans                                                       |                                                        |
| Orléans-4               | Alexandrine Leclerc    |       | UDI   | 44                     | Professeur de français au collège et                                            | adjointe chargée de la solidarité à Orléans.                                          |                                                        |
| Pithiviers              | Marc Gaudet            |       | UDI   | 50                     | Agriculteur                                                                     | Maire d'Ascoux.                                                                       | Vice-président sortant du Conseil général              |
| Pithiviers              | Marianne Dubois        |       | UMP   | 57                     |                                                                                 | Député de la 5e circonscription depuis 2009.                                          |                                                        |
| Saint-Jean-de-Braye     | Vanessa Baudat-Slimani |       | DVG   | 40                     | Infirmière de bloc opératoire                                                   | Adjointe au maire de Saint-Jean-de-Braye.                                             |                                                        |
| Saint-Jean-de-Braye     | Thierry Soler          |       | EÉLV  | 50                     | Ancien enseignant                                                               |                                                                                       | Conseiller général de l'ex-canton de Chécy élu en 2008 |
| Saint-Jean-de-la-Ruelle | Hélène Lorme           |       | DVG   | 45                     | Travaille dans l'informatique                                                   | Adjointe au maire d'Ingré                                                             |                                                        |
| Saint-Jean-de-la-Ruelle | Christophe Chaillou    |       | PS    | 50                     | Directeur d'association                                                         | Maire de Saint-Jean-de-la-Ruelle et élu de l'AgglO.                                   | Conseiller général depuis 2001.                        |
| Saint-Jean-le-Blanc     | Laurence Bellais       |       | DVD   | 51                     | Gérante d'une société de logistique                                             | Conseillère municipale à Saint-Denis-en-Val.                                          |                                                        |
| Saint-Jean-le-Blanc     | Gérard Malbo           |       | UMP   | 64                     | Enseignant à la retraite                                                        | Maire de Sandillon.                                                                   | Conseiller général sortant.                            |
| Sully-sur-Loire         | Line Fleury            |       | UMP   | 55                     | Responsable d'une agence de voyages à Gien                                      | 1" adjointe à Saint Brisson.                                                          |                                                        |
| Sully-sur-Loire         | Jean-Luc Riglet        |       | UMP   | 52                     | Directeur d'une agence bancaire                                                 | Maire de Sully-sur-Loire.                                                             |                                                        |

### Résultats par canton
| Canton                     | Conseiller sortant    | Parti               | Parti       | Conseiller élu         | Parti           | Parti           |
| -------------------------- | --------------------- | ------------------- | ----------- | ---------------------- | --------------- | --------------- |
| Amilly                     | Christian Bourillon   |                     | UMP         | Canton supprimé        | Canton supprimé | Canton supprimé |
| Artenay                    | Pascal Gudin          |                     | DVD         | Canton supprimé        | Canton supprimé | Canton supprimé |
| Beaugency                  | Claude Bourdin*       |                     | PS          | Claude Boissay         |                 | DVD             |
| Beaugency                  | Claude Bourdin*       | Shiva Chauvière     | PS          |                        | DVD             |                 |
| Beaune-la-Rolande          | Michel Grillon*       |                     | UMP         | Canton supprimé        | Canton supprimé | Canton supprimé |
| Bellegarde                 | Albert Février*       |                     | UMP         | Canton supprimé        | Canton supprimé | Canton supprimé |
| Briare                     | Michel Lechauve       |                     | UMP         | Canton supprimé        | Canton supprimé | Canton supprimé |
| Châlette-sur-Loing         | Franck Demaumont      |                     | PCF         | Gérard Dupaty          |                 | UMP             |
| Châlette-sur-Loing         | Franck Demaumont      | Cécile Manceau      | PCF         |                        | UMP             |                 |
| Château-Renard             | Michel Raigneau*      |                     | DVD         | Canton supprimé        | Canton supprimé | Canton supprimé |
| Châteauneuf-sur-Loire      | Anne Besnier          |                     | PS          | Florence Galzin        |                 | DVD             |
| Châteauneuf-sur-Loire      | Anne Besnier          | Philippe Vacher     | PS          |                        | UMP             |                 |
| Châtillon-Coligny          | Alain Grandpierre     |                     | UMP         | Canton supprimé        | Canton supprimé | Canton supprimé |
| Châtillon-sur-Loire        | Emmanuel Rat          |                     | DVD         | Canton supprimé        | Canton supprimé | Canton supprimé |
| Chécy                      | Thierry Soler         |                     | EÉLV        | Canton supprimé        | Canton supprimé | Canton supprimé |
| Cléry-Saint-André          | Clément Oziel*        |                     | UMP         | Canton supprimé        | Canton supprimé | Canton supprimé |
| Courtenay                  | Francis Tisserand*    |                     | UMP         | Corinne Melzassard     |                 | UMP             |
| Courtenay                  | Francis Tisserand*    | Frédéric Néraud     | UMP         |                        | UMP             |                 |
| Ferrières-en-Gâtinais      | Frédéric Néraud       |                     | DVD         | Canton supprimé        | Canton supprimé | Canton supprimé |
| La Ferté-Saint-Aubin       | Xavier Deschamps*     |                     | UMP         | Christian Braux        |                 | UMP             |
| La Ferté-Saint-Aubin       | Xavier Deschamps*     | Anne Gaborit        | UMP         |                        | UMP             |                 |
| Fleury-les-Aubrais         | Michel Breffy         |                     | PS          | Michel Breffy          |                 | PS              |
| Fleury-les-Aubrais         | Michel Breffy         | Marie-Agnès Courroy | PS          |                        | PS              |                 |
| Gien                       | Maryse Peloille       |                     | DVD         | Michel Lechauve        |                 | UMP             |
| Gien                       | Maryse Peloille       | Nadine Quaix        | DVD         |                        | DVD             |                 |
| Ingré                      | Michel Guérin*        |                     | PCF         | Canton supprimé        | Canton supprimé | Canton supprimé |
| Jargeau                    | Gérard Malbo          |                     | UMP         | Canton supprimé        | Canton supprimé | Canton supprimé |
| Lorris                     | Denis Godeau          |                     | PS          | Marie-Laure Beaudoin   |                 | UMP             |
| Lorris                     | Denis Godeau          | Alain Grandpierre   | PS          |                        | DVD             |                 |
| Malesherbes                | Michel Guérin         |                     | UMP         | Agnès Chantereau       |                 | DVD             |
| Malesherbes                | Michel Guérin         | Michel Guérin       | UMP         |                        | UMP             |                 |
| Meung-sur-Loire            | Éric Doligé*          |                     | UMP         | Pascal Gudin           |                 | DVD             |
| Meung-sur-Loire            | Éric Doligé*          | Pauline Martin      | UMP         |                        | UMP             |                 |
| Montargis                  | Viviane Jehannet      |                     | UMP         | Christian Bourillon    |                 | UMP             |
| Montargis                  | Viviane Jehannet      | Viviane Jehannet    | UMP         |                        | UMP             |                 |
| Neuville-aux-Bois          | Marc Andrieu*         |                     | UMP         | Canton supprimé        | Canton supprimé | Canton supprimé |
| Olivet                     | Hugues Saury          |                     | UMP         | Isabelle Lanson        |                 | DVD             |
| Olivet                     | Hugues Saury          | Hugues Saury        | UMP         |                        | UMP             |                 |
| Orléans-Bannier            | Joëlle Beauvallet*    |                     | PS          | Canton supprimé        | Canton supprimé | Canton supprimé |
| Orléans-Bourgogne          | Estelle Touzin        |                     | EÉLV        | Canton supprimé        | Canton supprimé | Canton supprimé |
| Orléans-Carmes             | Jean-Pierre Gabelle   |                     | UDI         | Canton supprimé        | Canton supprimé | Canton supprimé |
| Orléans-La Source          | Michel Ricoud         |                     | PCF         | Canton supprimé        | Canton supprimé | Canton supprimé |
| Orléans-Saint-Marc-Argonne | Micheline Prahecq*    |                     | PS          | Canton supprimé        | Canton supprimé | Canton supprimé |
| Orléans-Saint-Marceau      | Michel Brard          |                     | PS          | Canton supprimé        | Canton supprimé | Canton supprimé |
| Orléans-1                  | Canton créé           | Canton créé         | Canton créé | Jean-Pierre Gabelle    |                 | UDI             |
| Orléans-1                  | Canton créé           | Canton créé         | Canton créé | Nadia Labadie          |                 | UMP             |
| Orléans-2                  | Canton créé           | Canton créé         | Canton créé | Jean-Paul Imbaultt     |                 | DVD             |
| Orléans-2                  | Canton créé           | Canton créé         | Canton créé | Nathalie Kerrien       |                 | UDI             |
| Orléans-3                  | Canton créé           | Canton créé         | Canton créé | Muriel Chéradame       |                 | DVD             |
| Orléans-3                  | Canton créé           | Canton créé         | Canton créé | Alain Touchard         |                 | DVD             |
| Orléans-4                  | Canton créé           | Canton créé         | Canton créé | Olivier Geffroy        |                 | DVD             |
| Orléans-4                  | Canton créé           | Canton créé         | Canton créé | Alexandrine Leclerc    |                 | UDI             |
| Outarville                 | Patrick Choffy*       |                     | DVD         | Canton supprimé        | Canton supprimé | Canton supprimé |
| Ouzouer-sur-Loire          | Claude de Ganay*      |                     | UMP         | Canton supprimé        | Canton supprimé | Canton supprimé |
| Patay                      | Nicole Pinsard*       |                     | DVD         | Canton supprimé        | Canton supprimé | Canton supprimé |
| Pithiviers                 | Marc Gaudet           |                     | UDI         | Marianne Dubois        |                 | UMP             |
| Pithiviers                 | Marc Gaudet           | Marc Gaudet         | UDI         |                        | UDI             |                 |
| Puiseaux                   | Christian Blumenfeld* |                     | UMP         | Canton supprimé        | Canton supprimé | Canton supprimé |
| Saint-Jean-de-Braye        | David Thiberge*       |                     | PS          | Vanessa Baudat-Slimani |                 | PS              |
| Saint-Jean-de-Braye        | David Thiberge*       | Thierry Soler       | PS          |                        | EÉLV            |                 |
| Saint-Jean-de-la-Ruelle    | Christophe Chaillou   |                     | PS          | Christophe Chaillou    |                 | PS              |
| Saint-Jean-de-la-Ruelle    | Christophe Chaillou   | Hélène Lorme        | PS          |                        | PS              |                 |
| Saint-Jean-le-Blanc        | Antoine Carré*        |                     | UMP         | Laurence Bellais       |                 | DVD             |
| Saint-Jean-le-Blanc        | Antoine Carré*        | Gérard Malbo        | UMP         |                        | UMP             |                 |
| Sully-sur-Loire            | Jean-Noël Cardoux*    |                     | UMP         | Line Fleury            |                 | UMP             |
| Sully-sur-Loire            | Jean-Noël Cardoux*    | Jean-Luc Riglet     | UMP         |                        | UMP             |                 |

* Conseillers généraux sortants ne se représentant pas 

## Résultats par canton

### Canton de Beaugency
| Candidats titulaires | Candidats titulaires | Partis      | Partis      | Premier tour | Premier tour | Second tour | Second tour |
| Candidats titulaires | Candidats titulaires | Partis      | Partis      | Voix         | %            | Voix        | %           |
| -------------------- | -------------------- | ----------- | ----------- | ------------ | ------------ | ----------- | ----------- |
| 1                    | Jacqueline Boré      |             | PS          | 2 633        | 28,80        | 3 525       | 36,5        |
| 1                    | Olivier Jouin        |             | PS          | 2 633        | 28,80        | 3 525       | 36,5        |
| 2                    | Claude Boissay       |             | DVD         | 2 973        | 32,52        | 3 759       | 38,92       |
| 2                    | Shiva Chauviere      |             | DVD         | 2 973        | 32,52        | 3 759       | 38,92       |
| 3                    | Françoise Adrien     |             | FG          | 1 050        | 11,49        |             |             |
| 3                    | Daniel Thouvenin     |             | PCF         | 1 050        | 11,49        |             |             |
| 4                    | Jean-Paul Mulard     |             | FN          | 2 485        | 27,19        | 2 374       | 24,58       |
| 4                    | Céline Perronnet     |             | FN          | 2 485        | 27,19        | 2 374       | 24,58       |
|                      |                      |             |             |              |              |             |             |
| Inscrits             | Inscrits             | Inscrits    | Inscrits    | 18 959       | 100,00       | 18 959      | 100,00      |
| Abstentions          | Abstentions          | Abstentions | Abstentions | 9 363        | 49,39        | 8 929       | 47,1        |
| Votants              | Votants              | Votants     | Votants     | 9 596        | 50,61        | 10 030      | 52,9        |
| Blancs               | Blancs               | Blancs      | Blancs      | 334          | 3,48         | 259         | 2,58        |
| Nuls                 | Nuls                 | Nuls        | Nuls        | 121          | 1,26         | 113         | 1,13        |
| Exprimés             | Exprimés             | Exprimés    | Exprimés    | 9 141        | 95,26        | 9 658       | 96,29       |

### Canton de Châlette-sur-Loing
| Candidats titulaires | Candidats titulaires | Partis      | Partis      | Premier tour | Premier tour | Second tour | Second tour |
| Candidats titulaires | Candidats titulaires | Partis      | Partis      | Voix         | %            | Voix        | %           |
| -------------------- | -------------------- | ----------- | ----------- | ------------ | ------------ | ----------- | ----------- |
| 1                    | Ludovic Marchetti    |             | FN          | 2 497        | 26,11        | 3 092       | 34,87       |
| 1                    | Martine Pichereau    |             | FN          | 2 497        | 26,11        | 3 092       | 34,87       |
| 2                    | Jalila Gaboret       |             | PS          | 1 103        | 11,53        |             |             |
| 2                    | Christophe Rambaud   |             | PS          | 1 103        | 11,53        |             |             |
| 3                    | Cyril Faure          |             | DVD         | 674          | 7,05         |             |             |
| 3                    | Michèle Périers      |             | DVD         | 674          | 7,05         |             |             |
| 4                    | Gérard Dupaty        |             | UMP         | 3 165        | 33,09        | 5 775       | 65,13       |
| 4                    | Cécile Manceau       |             | UMP         | 3 165        | 33,09        | 5 775       | 65,13       |
| 5                    | Corinne Calzada      |             | FG          | 2 126        | 22,23        |             |             |
| 5                    | Franck Demaumont*    |             | PCF         | 2 126        | 22,23        |             |             |
|                      |                      |             |             |              |              |             |             |
| Inscrits             | Inscrits             | Inscrits    | Inscrits    | 21 053       | 100,00       | 21 053      | 100,00      |
| Abstentions          | Abstentions          | Abstentions | Abstentions | 11 135       | 52,89        | 11 376      | 54,04       |
| Votants              | Votants              | Votants     | Votants     | 9 918        | 47,11        | 9 677       | 45,96       |
| Blancs               | Blancs               | Blancs      | Blancs      | 242          | 2,44         | 551         | 5,69        |
| Nuls                 | Nuls                 | Nuls        | Nuls        | 111          | 1,12         | 259         | 2,68        |
| Exprimés             | Exprimés             | Exprimés    | Exprimés    | 9 565        | 96,44        | 8 867       | 91,63       |

### Canton de Châteauneuf-sur-Loire
| Candidats titulaires | Candidats titulaires   | Partis      | Partis      | Premier tour | Premier tour | Second tour | Second tour |
| Candidats titulaires | Candidats titulaires   | Partis      | Partis      | Voix         | %            | Voix        | %           |
| -------------------- | ---------------------- | ----------- | ----------- | ------------ | ------------ | ----------- | ----------- |
| 1                    | Charles de Gevigney    |             | FN          | 3 436        | 31,80        | 3 391       | 29,5        |
| 1                    | Marie-Thèrese Guilbert |             | FN          | 3 436        | 31,80        | 3 391       | 29,5        |
| 2                    | Florence Galzin        |             | DVD         | 3 597        | 33,29        | 4 473       | 38,91       |
| 2                    | Philippe Vacher        |             | UMP         | 3 597        | 33,29        | 4 473       | 38,91       |
| 3                    | Anne Besnier*          |             | PS          | 3 028        | 28,02        | 3 631       | 31,59       |
| 3                    | Nicolas Charnelet      |             | PS          | 3 028        | 28,02        | 3 631       | 31,59       |
| 4                    | Yann Bouguennec        |             | FG          | 744          | 6,89         |             |             |
| 4                    | Agnès Hardouin         |             | PCF         | 744          | 6,89         |             |             |
|                      |                        |             |             |              |              |             |             |
| Inscrits             | Inscrits               | Inscrits    | Inscrits    | 21 461       | 100,00       | 21 461      | 100,00      |
| Abstentions          | Abstentions            | Abstentions | Abstentions | 10 159       | 47,34        | 9 572       | 44,6        |
| Votants              | Votants                | Votants     | Votants     | 11 302       | 52,66        | 11 889      | 55,4        |
| Blancs               | Blancs                 | Blancs      | Blancs      | 382          | 3,38         | 302         | 2,54        |
| Nuls                 | Nuls                   | Nuls        | Nuls        | 115          | 1,02         | 92          | 0,77        |
| Exprimés             | Exprimés               | Exprimés    | Exprimés    | 10 805       | 95,6         | 11 495      | 96,69       |
| * conseiller sortant |                        |             |             |              |              |             |             |

### Canton de Courtenay
| Candidats titulaires | Candidats titulaires   | Partis      | Partis      | Premier tour | Premier tour | Second tour | Second tour |
| Candidats titulaires | Candidats titulaires   | Partis      | Partis      | Voix         | %            | Voix        | %           |
| -------------------- | ---------------------- | ----------- | ----------- | ------------ | ------------ | ----------- | ----------- |
| 1                    | Alain Gama             |             | FG          | 845          | 6,19         |             |             |
| 1                    | Dominique Lahbib       |             | FG          | 845          | 6,19         |             |             |
| 2                    | Alain Drouet*          |             | DVD         | 2 677        | 19,60        |             |             |
| 2                    | Sophie Vrai            |             | DVD         | 2 677        | 19,60        |             |             |
| 3                    | Alexandre Cuignache    |             | SIEL        | 4 979        | 36,46        | 5 916       | 44,87       |
| 3                    | Fanny Lefort           |             | FN          | 4 979        | 36,46        | 5 916       | 44,87       |
| 4                    | Corinne Melzassard     |             | UMP         | 3 416        | 25,02        | 7 269       | 55,13       |
| 4                    | Frédéric Néraud        |             | UMP         | 3 416        | 25,02        | 7 269       | 55,13       |
| 5                    | Denis Brunette         |             | DLF         | 372          | 2,72         |             |             |
| 5                    | Marie-Hélène Pfister   |             | DLF         | 372          | 2,72         |             |             |
| 6                    | Marie-Cécile Alvergnat |             | DVG         | 1 366        | 10,00        |             |             |
| 6                    | Thierry Hecquet        |             | DVG         | 1 366        | 10,00        |             |             |
|                      |                        |             |             |              |              |             |             |
| Inscrits             | Inscrits               | Inscrits    | Inscrits    | 26 939       | 100,00       | 26 939      | 100,00      |
| Abstentions          | Abstentions            | Abstentions | Abstentions | 12 725       | 47,24        | 12 629      | 46,88       |
| Votants              | Votants                | Votants     | Votants     | 14 214       | 52,76        | 14 310      | 53,12       |
| Blancs               | Blancs                 | Blancs      | Blancs      | 425          | 2,99         | 845         | 5,9         |
| Nuls                 | Nuls                   | Nuls        | Nuls        | 134          | 0,94         | 280         | 1,96        |
| Exprimés             | Exprimés               | Exprimés    | Exprimés    | 13 655       | 96,07        | 13 185      | 92,14       |
| * conseiller sortant |                        |             |             |              |              |             |             |

### Canton de La Ferté-Saint-Aubin
| Candidats titulaires | Candidats titulaires      | Partis      | Partis      | Premier tour | Premier tour | Second tour | Second tour |
| Candidats titulaires | Candidats titulaires      | Partis      | Partis      | Voix         | %            | Voix        | %           |
| -------------------- | ------------------------- | ----------- | ----------- | ------------ | ------------ | ----------- | ----------- |
| 1                    | Christian Gayon           |             | FN          | 2 059        | 20,96        |             |             |
| 1                    | Claudine Morel            |             | FN          | 2 059        | 20,96        |             |             |
| 2                    | Annick Blanchard-Brynhole |             | PCF         | 1 779        | 18,11        |             |             |
| 2                    | Michel Ricoud*            |             | PCF         | 1 779        | 18,11        |             |             |
| 3                    | Michèle Bardot            |             | PS          | 2 209        | 22,48        | 3 550       | 40,24       |
| 3                    | Emmanuel Fournier         |             | PS          | 2 209        | 22,48        | 3 550       | 40,24       |
| 4                    | Christian Braux           |             | UMP         | 3 778        | 38,45        | 5 271       | 59,76       |
| 4                    | Anne Gaborit              |             | UMP         | 3 778        | 38,45        | 5 271       | 59,76       |
|                      |                           |             |             |              |              |             |             |
| Inscrits             | Inscrits                  | Inscrits    | Inscrits    | 20 266       | 100,00       | 20 267      | 100,00      |
| Abstentions          | Abstentions               | Abstentions | Abstentions | 9 994        | 49,31        | 10 558      | 52,09       |
| Votants              | Votants                   | Votants     | Votants     | 10 272       | 50,69        | 9 709       | 47,91       |
| Blancs               | Blancs                    | Blancs      | Blancs      | 346          | 3,37         | 606         | 6,24        |
| Nuls                 | Nuls                      | Nuls        | Nuls        | 101          | 0,98         | 282         | 2,9         |
| Exprimés             | Exprimés                  | Exprimés    | Exprimés    | 9 825        | 95,65        | 8 821       | 90,85       |
| * conseiller sortant |                           |             |             |              |              |             |             |

### Canton de Fleury-les-Aubrais
| Candidats titulaires | Candidats titulaires  | Partis      | Partis      | Premier tour | Premier tour | Second tour | Second tour |
| Candidats titulaires | Candidats titulaires  | Partis      | Partis      | Voix         | %            | Voix        | %           |
| -------------------- | --------------------- | ----------- | ----------- | ------------ | ------------ | ----------- | ----------- |
| 1                    | Marie-Claude Donnat   |             | UMP         | 2 951        | 30,45        | 3 621       | 34,93       |
| 1                    | Jean-Jacques Ratajski |             | UMP         | 2 951        | 30,45        | 3 621       | 34,93       |
| 2                    | Michel Breffy*        |             | PS          | 2 797        | 28,86        | 3 722       | 35,9        |
| 2                    | Marie-Agnès Courroy   |             | PS          | 2 797        | 28,86        | 3 722       | 35,9        |
| 3                    | Michel Boitier        |             | PCF         | 964          | 9,95         |             |             |
| 3                    | Dominique Cornu       |             | PCF         | 964          | 9,95         |             |             |
| 4                    | Fabienne Beaudoin     |             | FN          | 2 980        | 30,75        | 3 024       | 29,17       |
| 4                    | Roger Landon          |             | FN          | 2 980        | 30,75        | 3 024       | 29,17       |
|                      |                       |             |             |              |              |             |             |
| Inscrits             | Inscrits              | Inscrits    | Inscrits    | 21 587       | 100,00       | 21 587      | 100,00      |
| Abstentions          | Abstentions           | Abstentions | Abstentions | 11 368       | 52,66        | 10 765      | 49,87       |
| Votants              | Votants               | Votants     | Votants     | 10 219       | 47,34        | 10 822      | 50,13       |
| Blancs               | Blancs                | Blancs      | Blancs      | 374          | 3,66         | 302         | 2,79        |
| Nuls                 | Nuls                  | Nuls        | Nuls        | 153          | 1,5          | 153         | 1,41        |
| Exprimés             | Exprimés              | Exprimés    | Exprimés    | 9 692        | 94,84        | 10 367      | 95,8        |
| * conseiller sortant |                       |             |             |              |              |             |             |

### Canton de Gien
| Candidats titulaires | Candidats titulaires  | Partis      | Partis      | Premier tour | Premier tour | Second tour | Second tour |
| Candidats titulaires | Candidats titulaires  | Partis      | Partis      | Voix         | %            | Voix        | %           |
| -------------------- | --------------------- | ----------- | ----------- | ------------ | ------------ | ----------- | ----------- |
| 1                    | Jean-Louis Hidas      |             | DVD         | 302          | 2,51         |             |             |
| 1                    | Isabelle Roquet Ghali |             | DVD         | 302          | 2,51         |             |             |
| 2                    | Patrice Cirier        |             | FN          | 4 005        | 33,29        | 4 977       | 43,43       |
| 2                    | Stéphanie Meneau      |             | FN          | 4 005        | 33,29        | 4 977       | 43,43       |
| 3                    | Jérôme Corjon         |             | PS          | 2 015        | 16,75        |             |             |
| 3                    | Anne Leclercq         |             | PS          | 2 015        | 16,75        |             |             |
| 4                    | Philippe Jeauneau     |             | PCF         | 748          | 6,22         |             |             |
| 4                    | Élisabeth Renard      |             | PCF         | 748          | 6,22         |             |             |
| 5                    | Emmanuel Rat*         |             | DVD         | 2 018        | 16,77        |             |             |
| 5                    | Cécile Roger          |             | DVD         | 2 018        | 16,77        |             |             |
| 6                    | Michel Lechauve*      |             | UMP         | 2 942        | 24,46        | 6 482       | 56,57       |
| 6                    | Nadine Quaix          |             | DVD         | 2 942        | 24,46        | 6 482       | 56,57       |
|                      |                       |             |             |              |              |             |             |
| Inscrits             | Inscrits              | Inscrits    | Inscrits    | 24 736       | 100,00       | 24 735      | 100,00      |
| Abstentions          | Abstentions           | Abstentions | Abstentions | 12 192       | 49,29        | 11 968      | 48,38       |
| Votants              | Votants               | Votants     | Votants     | 12 544       | 50,71        | 12 767      | 51,62       |
| Blancs               | Blancs                | Blancs      | Blancs      | 351          | 2,8          | 935         | 7,32        |
| Nuls                 | Nuls                  | Nuls        | Nuls        | 163          | 1,3          | 373         | 2,92        |
| Exprimés             | Exprimés              | Exprimés    | Exprimés    | 12 030       | 95,9         | 11 459      | 89,75       |
| * conseiller sortant |                       |             |             |              |              |             |             |

### Canton de Lorris
| Candidats titulaires | Candidats titulaires | Partis      | Partis      | Premier tour | Premier tour | Second tour | Second tour |
| Candidats titulaires | Candidats titulaires | Partis      | Partis      | Voix         | %            | Voix        | %           |
| -------------------- | -------------------- | ----------- | ----------- | ------------ | ------------ | ----------- | ----------- |
| 1                    | David Bailleul       |             | FN          | 4 030        | 38,33        | 4 384       | 42,58       |
| 1                    | Muriel Baud          |             | FN          | 4 030        | 38,33        | 4 384       | 42,58       |
| 2                    | Monique Chevrier     |             | FG          | 748          | 7,11         |             |             |
| 2                    | Roger Miguet         |             | FG          | 748          | 7,11         |             |             |
| 3                    | Denis Godeau*        |             | PS          | 2 317        | 22,04        |             |             |
| 3                    | Danielle Huré        |             | DVG         | 2 317        | 22,04        |             |             |
| 4                    | Marie-Laure Beaudoin |             | DVD         | 3 420        | 32,52        | 5 912       | 57,42       |
| 4                    | Alain Grandpierre    |             | UMP         | 3 420        | 32,52        | 5 912       | 57,42       |
|                      |                      |             |             |              |              |             |             |
| Inscrits             | Inscrits             | Inscrits    | Inscrits    | 19 834       | 100,00       | 19 834      | 100,00      |
| Abstentions          | Abstentions          | Abstentions | Abstentions | 8 842        | 44,58        | 8 574       | 43,23       |
| Votants              | Votants              | Votants     | Votants     | 10 992       | 55,42        | 11 260      | 56,77       |
| Blancs               | Blancs               | Blancs      | Blancs      | 349          | 3,18         | 721         | 6,40        |
| Nuls                 | Nuls                 | Nuls        | Nuls        | 128          | 1,16         | 243         | 2,16        |
| Exprimés             | Exprimés             | Exprimés    | Exprimés    | 10 515       | 95,66        | 10 296      | 91,44       |
| * conseiller sortant |                      |             |             |              |              |             |             |

### Canton de Malesherbes
| Candidats titulaires | Candidats titulaires | Partis      | Partis      | Premier tour | Premier tour | Second tour | Second tour |
| Candidats titulaires | Candidats titulaires | Partis      | Partis      | Voix         | %            | Voix        | %           |
| -------------------- | -------------------- | ----------- | ----------- | ------------ | ------------ | ----------- | ----------- |
| 1                    | Agnès Chantereau     |             | DVD         | 4 564        | 39,29        | 6 772       | 58,05       |
| 1                    | Michel Guerin        |             | UMP         | 4 564        | 39,29        | 6 772       | 58,05       |
| 2                    | Élizabeth Alagnoux   |             | FN          | 4 136        | 35,61        | 4 894       | 41,95       |
| 2                    | Valentin Manent      |             | FN          | 4 136        | 35,61        | 4 894       | 41,95       |
| 3                    | Nadine Bocquet       |             | PS          | 1 894        | 16,31        |             |             |
| 3                    | Emmanuel Dupuis      |             | PS          | 1 894        | 16,31        |             |             |
| 4                    | Estelle Calzada      |             | PCF         | 1 022        | 8,80         |             |             |
| 4                    | Jacques Clouseau     |             | PCF         | 1 022        | 8,80         |             |             |
|                      |                      |             |             |              |              |             |             |
| Inscrits             | Inscrits             | Inscrits    | Inscrits    | 26 024       | 100,00       | 26 026      | 100,00      |
| Abstentions          | Abstentions          | Abstentions | Abstentions | 13 630       | 52,37        | 13 232      | 50,84       |
| Votants              | Votants              | Votants     | Votants     | 12 394       | 47,63        | 12 794      | 49,16       |
| Blancs               | Blancs               | Blancs      | Blancs      | 589          | 4,75         | 845         | 6,6         |
| Nuls                 | Nuls                 | Nuls        | Nuls        | 189          | 1,52         | 283         | 2,21        |
| Exprimés             | Exprimés             | Exprimés    | Exprimés    | 11 616       | 93,72        | 11 666      | 91,18       |

### Canton de Meung-sur-Loire
| Candidats titulaires | Candidats titulaires | Partis      | Partis      | Premier tour | Premier tour | Second tour | Second tour |
| Candidats titulaires | Candidats titulaires | Partis      | Partis      | Voix         | %            | Voix        | %           |
| -------------------- | -------------------- | ----------- | ----------- | ------------ | ------------ | ----------- | ----------- |
| 1                    | Christian Barbotin   |             | PCF         | 1 126        | 9,56         |             |             |
| 1                    | Françoise Viallon    |             | FG          | 1 126        | 9,56         |             |             |
| 2                    | Pascal Gudin*        |             | DVD         | 5 391        | 45,78        | 7 327       | 64,47       |
| 2                    | Pauline Martin       |             | UMP         | 5 391        | 45,78        | 7 327       | 64,47       |
| 3                    | Isabelle Falet       |             | FN          | 3 455        | 29,34        | 4 038       | 35,53       |
| 3                    | David Lhermitte      |             | FN          | 3 455        | 29,34        | 4 038       | 35,53       |
| 4                    | Moïsette Crosnier    |             | PS          | 1 803        | 15,31        |             |             |
| 4                    | David Jacquet        |             | PS          | 1 803        | 15,31        |             |             |
|                      |                      |             |             |              |              |             |             |
| Inscrits             | Inscrits             | Inscrits    | Inscrits    | 24 623       | 100,00       | 24 629      | 100,00      |
| Abstentions          | Abstentions          | Abstentions | Abstentions | 12 231       | 49,67        | 12 185      | 49,47       |
| Votants              | Votants              | Votants     | Votants     | 12 392       | 50,33        | 12 444      | 50,53       |
| Blancs               | Blancs               | Blancs      | Blancs      | 456          | 3,68         | 798         | 6,41        |
| Nuls                 | Nuls                 | Nuls        | Nuls        | 161          | 1,3          | 281         | 2,26        |
| Exprimés             | Exprimés             | Exprimés    | Exprimés    | 11 775       | 95,02        | 11 365      | 91,33       |
| * conseiller sortant |                      |             |             |              |              |             |             |

### Canton de Montargis
| Candidats titulaires | Candidats titulaires | Partis      | Partis      | Premier tour | Premier tour | Second tour | Second tour |
| Candidats titulaires | Candidats titulaires | Partis      | Partis      | Voix         | %            | Voix        | %           |
| -------------------- | -------------------- | ----------- | ----------- | ------------ | ------------ | ----------- | ----------- |
| 1                    | Bruno Nottin         |             | PCF         | 854          | 9,71         |             |             |
| 1                    | Guylaine Piquet      |             | PCF         | 854          | 9,71         |             |             |
| 2                    | Christophe Belabbes  |             | PRG         | 1 254        | 14,26        |             |             |
| 2                    | Véronique Deschamps  |             | PS          | 1 254        | 14,26        |             |             |
| 3                    | Christian Bourillon* |             | UMP         | 3 529        | 40,14        | 5 174       | 63,21       |
| 3                    | Viviane Jehannet*    |             | UMP         | 3 529        | 40,14        | 5 174       | 63,21       |
| 4                    | Daniel Marquizeaux   |             | FN          | 2 815        | 32,02        | 3 012       | 36,79       |
| 4                    | Annette Morand       |             | FN          | 2 815        | 32,02        | 3 012       | 36,79       |
| 5                    | Jérôme Berland       |             | SE          | 340          | 3,87         |             |             |
| 5                    | Mathilde Berland     |             | SE          | 340          | 3,87         |             |             |
|                      |                      |             |             |              |              |             |             |
| Inscrits             | Inscrits             | Inscrits    | Inscrits    | 19 169       | 100,00       | 19 169      | 100,00      |
| Abstentions          | Abstentions          | Abstentions | Abstentions | 9 956        | 51,94        | 10 178      | 53,1        |
| Votants              | Votants              | Votants     | Votants     | 9 213        | 48,06        | 8 991       | 46,9        |
| Blancs               | Blancs               | Blancs      | Blancs      | 292          | 3,17         | 563         | 6,26        |
| Nuls                 | Nuls                 | Nuls        | Nuls        | 129          | 1,4          | 242         | 2,69        |
| Exprimés             | Exprimés             | Exprimés    | Exprimés    | 8 792        | 95,43        | 8 186       | 91,05       |
| * conseiller sortant |                      |             |             |              |              |             |             |

### Canton d'Olivet
| 1                    | Thierry Faivre   |             | FN          | 1 957  | 18,96  |  |  |
| 1                    | Martiale Huyghe  |             | FN          | 1 957  | 18,96  |  |  |
| 2                    | Isabelle Lanson  |             | DVD         | 5 410  | 52,42  |  |  |
| 2                    | Hugues Saury*    |             | UMP         | 5 410  | 52,42  |  |  |
| 3                    | Michèle Dubois   |             | FG          | 640    | 6,20   |  |  |
| 3                    | Dominique Ragon  |             | FG          | 640    | 6,20   |  |  |
| 4                    | Éric Botton      |             | PS          | 2 313  | 22,41  |  |  |
| 4                    | Nathalie Willano |             | PS          | 2 313  | 22,41  |  |  |
|                      |                  |             |             |        |        |  |  |
| Inscrits             | Inscrits         | Inscrits    | Inscrits    | 20 805 | 100,00 |  |  |
| Abstentions          | Abstentions      | Abstentions | Abstentions | 10 074 | 48,42  |  |  |
| Votants              | Votants          | Votants     | Votants     | 10 731 | 51,58  |  |  |
| Blancs               | Blancs           | Blancs      | Blancs      | 277    | 2,58   |  |  |
| Nuls                 | Nuls             | Nuls        | Nuls        | 134    | 1,25   |  |  |
| Exprimés             | Exprimés         | Exprimés    | Exprimés    | 10 320 | 96,17  |  |  |
| * conseiller sortant |                  |             |             |        |        |  |  |

### Canton d'Orléans-1
| Candidats titulaires | Candidats titulaires  | Partis      | Partis      | Premier tour | Premier tour | Second tour | Second tour |
| Candidats titulaires | Candidats titulaires  | Partis      | Partis      | Voix         | %            | Voix        | %           |
| -------------------- | --------------------- | ----------- | ----------- | ------------ | ------------ | ----------- | ----------- |
| 1                    | Jean-Pierre Gabelle*  |             | UDI         | 3 065        | 47,67        | 3 705       | 64,3        |
| 1                    | Nadia Labadie         |             | UMP         | 3 065        | 47,67        | 3 705       | 64,3        |
| 2                    | Sacha Berthe-Verdelet |             | FG          | 515          | 8,01         |             |             |
| 2                    | Christiane Le Pennec  |             | PCF         | 515          | 8,01         |             |             |
| 3                    | Gérard Ariel          |             | FN          | 1 071        | 16,66        |             |             |
| 3                    | Solveig Rivière       |             | FN          | 1 071        | 16,66        |             |             |
| 4                    | Sophie Lorenzi        |             | PS          | 1 778        | 27,66        | 2 057       | 35,7        |
| 4                    | Philippe Rabier       |             | DVG         | 1 778        | 27,66        | 2 057       | 35,7        |
|                      |                       |             |             |              |              |             |             |
| Inscrits             | Inscrits              | Inscrits    | Inscrits    | 13 444       | 100,00       | 13 444      | 100,00      |
| Abstentions          | Abstentions           | Abstentions | Abstentions | 6 788        | 50,49        | 7 278       | 54,14       |
| Votants              | Votants               | Votants     | Votants     | 6 656        | 49,51        | 6 166       | 45,86       |
| Blancs               | Blancs                | Blancs      | Blancs      | 163          | 2,45         | 264         | 4,28        |
| Nuls                 | Nuls                  | Nuls        | Nuls        | 64           | 0,96         | 140         | 2,27        |
| Exprimés             | Exprimés              | Exprimés    | Exprimés    | 6 429        | 96,59        | 5 762       | 93,45       |
| * conseiller sortant |                       |             |             |              |              |             |             |

### Canton d'Orléans-2
| Candidats titulaires | Candidats titulaires | Partis      | Partis      | Premier tour | Premier tour | Second tour | Second tour |
| Candidats titulaires | Candidats titulaires | Partis      | Partis      | Voix         | %            | Voix        | %           |
| -------------------- | -------------------- | ----------- | ----------- | ------------ | ------------ | ----------- | ----------- |
| 1                    | Michel Brard*        |             | PS          | 1 988        | 32,40        | 2 500       | 45,5        |
| 1                    | Ghislaine Kounowski  |             | DVG         | 1 988        | 32,40        | 2 500       | 45,5        |
| 2                    | Jean-Paul Imbault    |             | DVD         | 2 253        | 36,72        | 2 995       | 54,5        |
| 2                    | Nathalie Kerrien     |             | UDI         | 2 253        | 36,72        | 2 995       | 54,5        |
| 3                    | Victor Femenia       |             | PCF         | 404          | 6,59         |             |             |
| 3                    | Anne Nedjar          |             | PCF         | 404          | 6,59         |             |             |
| 4                    | Tahar Ben Chaabane   |             | SE          | 255          | 4,16         |             |             |
| 4                    | Christine Stevenin   |             | SE          | 255          | 4,16         |             |             |
| 5                    | Valentin Blelly      |             | FN          | 1 235        | 20,13        |             |             |
| 5                    | Alison Couteau       |             | FN          | 1 235        | 20,13        |             |             |
|                      |                      |             |             |              |              |             |             |
| Inscrits             | Inscrits             | Inscrits    | Inscrits    | 13 542       | 100,00       | 13 542      | 100,00      |
| Abstentions          | Abstentions          | Abstentions | Abstentions | 7 209        | 53,23        | 7 670       | 56,64       |
| Votants              | Votants              | Votants     | Votants     | 6 333        | 46,77        | 5 872       | 43,36       |
| Blancs               | Blancs               | Blancs      | Blancs      | 134          | 2,12         | 248         | 4,22        |
| Nuls                 | Nuls                 | Nuls        | Nuls        | 64           | 1,01         | 129         | 2,2         |
| Exprimés             | Exprimés             | Exprimés    | Exprimés    | 6 135        | 96,87        | 5 495       | 93,58       |
| * conseiller sortant |                      |             |             |              |              |             |             |

### Canton d'Orléans-3
| Candidats titulaires | Candidats titulaires | Partis      | Partis      | Premier tour | Premier tour | Second tour | Second tour |
| Candidats titulaires | Candidats titulaires | Partis      | Partis      | Voix         | %            | Voix        | %           |
| -------------------- | -------------------- | ----------- | ----------- | ------------ | ------------ | ----------- | ----------- |
| 1                    | Jérôme Bornet        |             | PS          | 1 900        | 18,61        |             |             |
| 1                    | Patricia Flouest     |             | PS          | 1 900        | 18,61        |             |             |
| 2                    | Muriel Chéradame     |             | DVD         | 3 419        | 33,49        | 6 115       | 68,96       |
| 2                    | Alain Touchard       |             | DVD         | 3 419        | 33,49        | 6 115       | 68,96       |
| 3                    | Christian Fromentin  |             | PCF         | 2 335        | 22,87        |             |             |
| 3                    | Dominique Tripet     |             | PCF         | 2 335        | 22,87        |             |             |
| 4                    | Philippe Lecoq       |             | FN          | 2 555        | 25,03        | 2 753       | 31,04       |
| 4                    | Jeanne Soulas        |             | FN          | 2 555        | 25,03        | 2 753       | 31,04       |
|                      |                      |             |             |              |              |             |             |
| Inscrits             | Inscrits             | Inscrits    | Inscrits    | 21 837       | 100,00       | 21 839      | 100,00      |
| Abstentions          | Abstentions          | Abstentions | Abstentions | 11 205       | 51,31        | 11 728      | 53,7        |
| Votants              | Votants              | Votants     | Votants     | 10 632       | 48,69        | 10 111      | 46,3        |
| Blancs               | Blancs               | Blancs      | Blancs      | 289          | 2,72         | 885         | 8,75        |
| Nuls                 | Nuls                 | Nuls        | Nuls        | 134          | 1,26         | 358         | 3,54        |
| Exprimés             | Exprimés             | Exprimés    | Exprimés    | 10 209       | 96,02        | 8 868       | 87,71       |

### Canton d'Orléans-4
| Candidats titulaires | Candidats titulaires | Partis      | Partis      | Premier tour | Premier tour | Second tour | Second tour |
| Candidats titulaires | Candidats titulaires | Partis      | Partis      | Voix         | %            | Voix        | %           |
| -------------------- | -------------------- | ----------- | ----------- | ------------ | ------------ | ----------- | ----------- |
| 1                    | Isabelle Beaudoin    |             | PCF         | 698          | 8,52         |             |             |
| 1                    | Jean-Paul Doyen      |             | PCF         | 698          | 8,52         |             |             |
| 2                    | Baptiste Chapuis     |             | DVG         | 2 666        | 32,52        | 3 373       | 45,02       |
| 2                    | Estelle Touzin*      |             | EÉLV        | 2 666        | 32,52        | 3 373       | 45,02       |
| 3                    | Arlette Fourcade     |             | FN          | 1 567        | 19,12        |             |             |
| 3                    | Christophe Henriot   |             | FN          | 1 567        | 19,12        |             |             |
| 4                    | Daniel Simon         |             | DLF         | 285          | 3,48         |             |             |
| 4                    | Brigitte Tachot      |             | DLF         | 285          | 3,48         |             |             |
| 5                    | Olivier Geffroy      |             | DVD         | 2 981        | 36,37        | 4 120       | 54,98       |
| 5                    | Alexandrine Leclerc  |             | UDI         | 2 981        | 36,37        | 4 120       | 54,98       |
|                      |                      |             |             |              |              |             |             |
| Inscrits             | Inscrits             | Inscrits    | Inscrits    | 18 604       | 100,00       | 18 604      | 100,00      |
| Abstentions          | Abstentions          | Abstentions | Abstentions | 10 076       | 54,16        | 10 516      | 56,53       |
| Votants              | Votants              | Votants     | Votants     | 8 528        | 45,84        | 8 088       | 43,47       |
| Blancs               | Blancs               | Blancs      | Blancs      | 248          | 2,91         | 401         | 4,96        |
| Nuls                 | Nuls                 | Nuls        | Nuls        | 83           | 0,97         | 194         | 2,4         |
| Exprimés             | Exprimés             | Exprimés    | Exprimés    | 8 197        | 96,12        | 7 493       | 92,64       |
| * conseiller sortant |                      |             |             |              |              |             |             |

### Canton de Pithiviers
| Candidats titulaires | Candidats titulaires  | Partis      | Partis      | Premier tour | Premier tour | Second tour | Second tour |
| Candidats titulaires | Candidats titulaires  | Partis      | Partis      | Voix         | %            | Voix        | %           |
| -------------------- | --------------------- | ----------- | ----------- | ------------ | ------------ | ----------- | ----------- |
| 1                    | Corinne Dauvillier    |             | DVG         | 1 819        | 17,96        |             |             |
| 1                    | Dominique Pautigny    |             | DVG         | 1 819        | 17,96        |             |             |
| 2                    | Marianne Dubois       |             | UMP         | 4 369        | 43,15        | 6 047       | 62,67       |
| 2                    | Marc Gaudet           |             | UDI         | 4 369        | 43,15        | 6 047       | 62,67       |
| 3                    | Jeanne Beaulier       |             | FN          | 3 401        | 33,59        | 3 602       | 37,33       |
| 3                    | Régis Lecoutre        |             | FN          | 3 401        | 33,59        | 3 602       | 37,33       |
| 4                    | Daniel Calzada        |             | PCF         | 537          | 5,30         |             |             |
| 4                    | Francine Ponson-Liger |             | PCF         | 537          | 5,30         |             |             |
|                      |                       |             |             |              |              |             |             |
| Inscrits             | Inscrits              | Inscrits    | Inscrits    | 20 975       | 100,00       | 20 976      | 100,00      |
| Abstentions          | Abstentions           | Abstentions | Abstentions | 10 399       | 49,58        | 10 422      | 49,69       |
| Votants              | Votants               | Votants     | Votants     | 10 576       | 50,42        | 10 554      | 50,31       |
| Blancs               | Blancs                | Blancs      | Blancs      | 312          | 2,95         | 682         | 6,46        |
| Nuls                 | Nuls                  | Nuls        | Nuls        | 138          | 1,3          | 223         | 2,11        |
| Exprimés             | Exprimés              | Exprimés    | Exprimés    | 10 126       | 95,75        | 9 649       | 91,43       |

### Canton de Saint-Jean-de-Braye
| Candidats titulaires | Candidats titulaires   | Partis      | Partis      | Premier tour | Premier tour | Second tour | Second tour |
| Candidats titulaires | Candidats titulaires   | Partis      | Partis      | Voix         | %            | Voix        | %           |
| -------------------- | ---------------------- | ----------- | ----------- | ------------ | ------------ | ----------- | ----------- |
| 1                    | Florence Dulong        |             | UMP         | 2 209        | 18,52        |             |             |
| 1                    | Michaël Vaqueta        |             | UMP         | 2 209        | 18,52        |             |             |
| 2                    | Vanessa Baudat-Slimani |             | DVG         | 4 089        | 34,28        | 7 161       | 62,23       |
| 2                    | Thierry Soler          |             | EÉLV        | 4 089        | 34,28        | 7 161       | 62,23       |
| 3                    | Patrick Alcaniz        |             | UDI         | 2 061        | 17,28        |             |             |
| 3                    | Nadine Tisserand       |             | DVD         | 2 061        | 17,28        |             |             |
| 4                    | Jean-Jacques Pannetier |             | PCF         | 875          | 7,34         |             |             |
| 4                    | Catherine Perrot       |             | PCF         | 875          | 7,34         |             |             |
| 5                    | Dominique Depagne      |             | FN          | 2 694        | 22,59        | 4 346       | 37,77       |
| 5                    | François Falet         |             | FN          | 2 694        | 22,59        | 4 346       | 37,77       |
|                      |                        |             |             |              |              |             |             |
| Inscrits             | Inscrits               | Inscrits    | Inscrits    | 25 810       | 100,00       | 25 813      | 100,00      |
| Abstentions          | Abstentions            | Abstentions | Abstentions | 13 271       | 51,42        | 12 836      | 49,73       |
| Votants              | Votants                | Votants     | Votants     | 12 539       | 48,58        | 12 977      | 50,27       |
| Blancs               | Blancs                 | Blancs      | Blancs      | 447          | 3,56         | 1 066       | 8,21        |
| Nuls                 | Nuls                   | Nuls        | Nuls        | 164          | 1,31         | 404         | 3,11        |
| Exprimés             | Exprimés               | Exprimés    | Exprimés    | 11 928       | 95,13        | 11 507      | 88,67       |

### Canton de Saint-Jean-de-la-Ruelle
| Candidats titulaires | Candidats titulaires | Partis      | Partis      | Premier tour | Premier tour | Second tour | Second tour |
| Candidats titulaires | Candidats titulaires | Partis      | Partis      | Voix         | %            | Voix        | %           |
| -------------------- | -------------------- | ----------- | ----------- | ------------ | ------------ | ----------- | ----------- |
| 1                    | Alain Bacquey        |             | FN          | 2 713        | 26,64        | 3 452       | 35,55       |
| 1                    | Jennifer Juillet     |             | FN          | 2 713        | 26,64        | 3 452       | 35,55       |
| 2                    | Véronique Daudin     |             | PCF         | 866          | 8,50         |             |             |
| 2                    | Pascal Sudre         |             | PCF         | 866          | 8,50         |             |             |
| 3                    | Christophe Chaillou* |             | PS          | 4 320        | 42,42        | 6 259       | 64,45       |
| 3                    | Hélène Lorme         |             | DVG         | 4 320        | 42,42        | 6 259       | 64,45       |
| 4                    | Didier Baumier       |             | DVD         | 2 284        | 22,43        |             |             |
| 4                    | Corinne Morice       |             | DVD         | 2 284        | 22,43        |             |             |
|                      |                      |             |             |              |              |             |             |
| Inscrits             | Inscrits             | Inscrits    | Inscrits    | 23 039       | 100,00       | 23 039      | 100,00      |
| Abstentions          | Abstentions          | Abstentions | Abstentions | 12 390       | 53,78        | 12 266      | 53,24       |
| Votants              | Votants              | Votants     | Votants     | 10 649       | 46,22        | 10 773      | 46,76       |
| Blancs               | Blancs               | Blancs      | Blancs      | 311          | 2,92         | 767         | 7,12        |
| Nuls                 | Nuls                 | Nuls        | Nuls        | 155          | 1,46         | 295         | 2,74        |
| Exprimés             | Exprimés             | Exprimés    | Exprimés    | 10 183       | 95,62        | 9 711       | 90,14       |
| * conseiller sortant |                      |             |             |              |              |             |             |

### Canton de Saint-Jean-le-Blanc
| Candidats titulaires | Candidats titulaires  | Partis      | Partis      | Premier tour | Premier tour | Second tour | Second tour |
| Candidats titulaires | Candidats titulaires  | Partis      | Partis      | Voix         | %            | Voix        | %           |
| -------------------- | --------------------- | ----------- | ----------- | ------------ | ------------ | ----------- | ----------- |
| 1                    | Laurence Bellais      |             | DVD         | 4 643        | 46,5         | 6 711       | 72,08       |
| 1                    | Gérard Malbo          |             | UMP         | 4 643        | 46,5         | 6 711       | 72,08       |
| 2                    | Abder Amrate          |             | PCF         | 570          | 5,71         |             |             |
| 2                    | Brigitte Morin        |             | FG          | 570          | 5,71         |             |             |
| 3                    | Jean-Sébastien Herpin |             | DVG         | 2 160        | 21,63        |             |             |
| 3                    | Nelly Le Pennec       |             | DVG         | 2 160        | 21,63        |             |             |
| 4                    | Michelle Jouenne      |             | FN          | 2 612        | 26,16        | 2 599       | 27,92       |
| 4                    | Benoît Robert         |             | FN          | 2 612        | 26,16        | 2 599       | 27,92       |
|                      |                       |             |             |              |              |             |             |
| Inscrits             | Inscrits              | Inscrits    | Inscrits    | 19 513       | 100,00       | 19 549      | 100,00      |
| Abstentions          | Abstentions           | Abstentions | Abstentions | 9 046        | 46,36        | 9 203       | 47,08       |
| Votants              | Votants               | Votants     | Votants     | 10 467       | 53,64        | 10 346      | 52,92       |
| Blancs               | Blancs                | Blancs      | Blancs      | 344          | 3,29         | 764         | 7,38        |
| Nuls                 | Nuls                  | Nuls        | Nuls        | 138          | 1,32         | 272         | 2,63        |
| Exprimés             | Exprimés              | Exprimés    | Exprimés    | 9 985        | 95,4         | 9 310       | 89,99       |

### Canton de Sully-sur-Loire
| Candidats titulaires | Candidats titulaires | Partis      | Partis      | Premier tour | Premier tour | Second tour | Second tour |
| Candidats titulaires | Candidats titulaires | Partis      | Partis      | Voix         | %            | Voix        | %           |
| -------------------- | -------------------- | ----------- | ----------- | ------------ | ------------ | ----------- | ----------- |
| 1                    | Line Fleury          |             | UMP         | 3 902        | 32,83        | 6 944       | 58,27       |
| 1                    | Jean-Luc Riglet      |             | UMP         | 3 902        | 32,83        | 6 944       | 58,27       |
| 2                    | Sylvain Coutant      |             | DVD         | 1 477        | 12,43        |             |             |
| 2                    | Maryse Peloille*     |             | DVD         | 1 477        | 12,43        |             |             |
| 3                    | Thierry Colis        |             | PS          | 1 570        | 13,21        |             |             |
| 3                    | Yasmina Servant      |             | PS          | 1 570        | 13,21        |             |             |
| 4                    | Marine Blondel       |             | FN          | 4 316        | 36,32        | 4 973       | 41,73       |
| 4                    | Raphaël Lapuyade     |             | FN          | 4 316        | 36,32        | 4 973       | 41,73       |
| 5                    | Alain Denis          |             | PCF         | 619          | 5,21         |             |             |
| 5                    | Florence Paiva       |             | PCF         | 619          | 5,21         |             |             |
|                      |                      |             |             |              |              |             |             |
| Inscrits             | Inscrits             | Inscrits    | Inscrits    | 23 205       | 100,00       | 23 204      | 100,00      |
| Abstentions          | Abstentions          | Abstentions | Abstentions | 10 738       | 46,27        | 10 198      | 43,95       |
| Votants              | Votants              | Votants     | Votants     | 12 467       | 53,73        | 13 006      | 56,05       |
| Blancs               | Blancs               | Blancs      | Blancs      | 430          | 3,45         | 775         | 5,96        |
| Nuls                 | Nuls                 | Nuls        | Nuls        | 153          | 1,23         | 314         | 2,41        |
| Exprimés             | Exprimés             | Exprimés    | Exprimés    | 11 884       | 95,32        | 11 917      | 91,63       |
| * conseiller sortant |                      |             |             |              |              |             |             |